# Coendou mexicanus
Coendou mexicanus — вид гризунів родини голкошерстові (Erethizontidae).

## Поширення
Вид може перебувати від низин до висоти 3200 м над рівнем моря у різноманітних місцях проживання (в тому числі порушених людиною або вторинних лісах), але у вологих вічнозелених лісах рідкісний. Зустрічається в таких країнах: Беліз, Коста-Рика, Сальвадор, Гватемала, Гондурас, Мексика, Нікарагуа, Панама.

## Зовнішня морфологія
Довжина голови й тіла: 320—457 мм, хвоста: 200—358 мм, вага: 1,4—2,6 кг. Має чорне тіло, яке контрастує з блідим забарвленням голови. Довге чорне хутро приховує жовтуваті колючки скрізь, крім голови. Колючки жовтуваті з чорними кінчиками. Ніс великий рожево-бузковий, бульбоподібний. Очі швидше малі. Блиск очей яскравий червонуватий. Хвіст чіпкий, товстий і вкритий голками в основі, але швидко звужується.

## Поведінка
Вид нічний і найбільша активність властива йому в темні ночі. Цей голкошерст веде деревний спосіб життя; спускається на землю, щоб перетнути дороги і просіки. Його чіпкий хвіст зазвичай обмотаний навколо гілок. У високогірних місцевостях іноді влаштовує гнізда у бамбукових гущавинах. Зазвичай самітницький і мовчазний, лише під час шлюбного сезону подає гучне виття і крики. Протягом дня спить у порожнинах дерев або прикритих листям гілках. Харчується насінням, плодами, бруньками, і молодим листям, особливо рослини родів Inga, Cecropia, Ficus і Brosimum. Самки як правило народжують одне дитинча.

## Загрози та охорона
У деяких районах на нього полюють і він часто гине під колесами автомобілів. Проживає на кількох природоохоронних територіях.